# Miguel Valcárcel Cases
Miguel Valcárcel Cases   (Barcelona, 4 de maig de 1946 - Còrdova, 9 de gener de 2022) fou un destacat químic analític espanyol, acadèmic de la Reial Acadèmia de Ciències Exactes, Físiques i Naturals.

## Biografia
Es llicencià en Ciències Químiques a la Universitat de Sevilla el 1969 i s'hi doctorà el 1971. Fou professor auxiliar en aquesta universitat fins que aconseguí per oposició la càtedra de química analítica de la secció de la Universitat Autònoma de Barcelona a Palma, actual Universitat de les Illes Balears, el 1975, on fou el degà de la facultat de ciències. L'any següent aconseguí la càtedra de química analítica a la Universitat de Còrdova.
El seu treball s'ha centrat en l'automatització, simplificació, minituarització i qualitat de processos químics i bioquímics de mesura. Té més de 800 publicacions científiques realitzades en les més prestigioses revistes de l'àrea, que han rebut en la bibliografia més de 10900 cites, a més ha impartit més de 250 conferències a Espanya i més de 50 a l'estranger.
Se li han concedit diversos premis nacionals: Premi Nacional d'Investigació Enrique Moles de Ciència i Tecnologia Química (2005), Premi “Maimónides” d'Investigació Científico-Tècnica de la Junta d'Andalucia (1992), el Premi d'Investigación “Solvay” en Ciències Químiquas de la Fundació CEOE (1997); ha estat nomenat Acadèmic de la Reial Acadèmia de Ciències Exactes, Físiques i Naturals de Madrid (2010) amb el discurs "Las nanoestructuras de carbono en la nanociencia y nanotecnología analíticas i investit Doctor Honoris Causa per la Universitat de València (2011). Així mateix internacional, ha rebut premis internacionals: la Medalla “Robert Boyle” de la Royal Society of Chemistry (UK) (2004), el premi “Enrich Planquette” de la Societat Austríaca de Química (1996), la Medalla d'Or de la Universitat de Varsòvia (2000) i la Medalla de la Societat Portuguesa de Química (2000).